# Jauhien Kuncewicz
Jauhien Kuncewicz (biał. Яўген Кунцэвіч, ros. Евгений Кунцевич, Jewgienij Kuncewicz; ur. 16 sierpnia 1988 w Witebsku) – białoruski piłkarz grający na pozycji obrońcy.

## Kariera klubowa
| Sezon | Klub               | Kraj     | Rozgrywki        | Mecze | Bramki |
| ----- | ------------------ | -------- | ---------------- | ----- | ------ |
| 2009  | Biełszyna Bobrujsk | Białoruś | Pierszaja liha   | 25    | 2      |
| 2010  | Biełszyna Bobrujsk | Białoruś | Wyszejszaja liha | 14    | 0      |
| 2011  | BATE Borysów       | Białoruś | Wyszejszaja liha | 4     | 0      |